# Ferdinand Frensdorff
Ferdinand Frensdorff (* 17. Juni 1833 in Hannover; † 31. Mai 1931 in Göttingen) war ein deutscher Jurist, Rechtshistoriker und Hochschullehrer.

## Leben

### Familie
Ferdinand Frensdorff war der Sohn des in Hannover tätigen jüdischen Kaufmanns und mit der Verwaltung des hannoverschen Landesrabbinats beauftragten Josef (oder Joseph) Frensdorff († 1877), Sohn des Michael Frensdorff († 1810). Seine Mutter war Röschen, Tochter des in Braunschweig tätigen Landrabbiners Samuel Levi Egers und der Rahel Berisch (1787–1815).
Ferdinand Frensdorffs Schwester Rosalie heiratete den in Liegnitz tätigen Rabbiner Moritz Landsberg (1824–1882). Sein Cousin war der Orientalist und Pädagoge Salomon Frensdorff.
Frensdorff heiratete die 1928 gestorbene Anna Cäcilie, Schwester des Augenarztes Richard Deutschmann.

### Schule und Studium
Ferdinand Frensdorff wurde 1833 in der Residenzstadt des Königreichs Hannover zu Beginn der Industrialisierung geboren. Nach dem Abitur am humanistischen Gymnasium in Hannover, studierte er Rechtswissenschaften. Zunächst ging er im Frühjahr 1853 für drei Semester an die Universität Heidelberg, insbesondere um bei Adolph von Vangerow zu hören. Zudem besuchte er die Vorlesungen von Carl Joseph Anton Mittermaier, 1848 Präsident des Vorparlaments, das die Wahl der Frankfurter Nationalversammlung vorbereiten sollte, und von Heinrich Marquardsen, damals frisch habilitierter Privatdozent in Heidelberg. Zum Herbst 1854 wechselte Frensdorff an die Universität Göttingen, wo er sich 1854 der Burschenschaft Hannovera anschloss, und besuchte zunächst die Vorlesungen von Wilhelm Theodor Kraut und Johann Heinrich Thöl. Entscheidend wurde der Kontakt zu Georg Waitz, der ihm ein väterlicher Freund wurde. Waitz war erst zu Frensdorffs letztem Göttinger Semester 1857 berufen worden. Im gleichen Jahr wurde Frensdorff in Göttingen zum Dr. jur. promoviert. Gleichwohl setzte er für jeweils ein Semester sein Studium an den Universitäten Berlin und Leipzig fort. Nach Berlin ging er, um seine Kenntnisse bei dem Rechtshistoriker Carl Gustav Homeyer zu vertiefen, Leipzig interessierte ihn wegen des Staatsrechtlers Wilhelm Eduard Albrecht, der Frensdorff nach eigenem Bekunden außerordentlich beeindruckte.

### Akademische Laufbahn
Im Jahr 1863 erfolgte die Habilitation an der Universität Göttingen – seine bereits 1861 veröffentlichte Habilitationsschrift war der Stadt- und Gerichtsverfassung Lübecks im 12. und 13. Jahrhundert gewidmet –, 1866 die Ernennung zum außerordentlichen Professor. In den 1860er Jahren bearbeitete er für die Editionsreihe Die Chroniken der deutschen Städte im Auftrag der Historischen Kommission bei der Bayerischen Akademie der Wissenschaften in München die Augsburger Chroniken. Die Leitung der Editionsreihe lag in den Händen des Erlanger Historikers Karl Hegel, Sohn des Philosophen Georg Wilhelm Friedrich Hegel. Die Historikerin Marion Kreis stellte zur Beziehung der beiden fest: „Das Verhältnis der beiden war bis zum Tod Hegels [1901] von gegenseitiger Sympathie und höchster Wertschätzung geprägt“. Aus dieser Zeit ist ein umfangreicher Briefwechsel erhalten, der Zeugnis gibt über die geschickte, rasche und gewissenhafte Arbeitsweise Frensdorffs. 1865 erschien der erste Band der Chroniken aus der Hand Frensdorffs, 1866 der zweite. Im Jahr 1871 folgten noch zwei Aufsätze zum Themengebiet der Augsburger Chroniken und nach dem Ausscheiden aus dem Editionsprojekt rezensierte er weitere Bände der Reihe wohlwollend. Über seinen ehemaligen Arbeitgeber Karl Hegel verfasste Frensdorff zwei ausführliche, wertschätzende Nachrufe.
Anfang der 1870er Jahre kehrte Frensdorff zu seinem eigentlichen Forschungsinteresse, den lübischen Studien, zurück. Im Jahr 1872 erschien sein grundlegendes Werk Das lübische Recht nach seinen ältesten Formen. Im Jahr 1873 wurde Frensdorff zum ordentlichen Professor des Deutschen und öffentlichen Rechts an der Universität Göttingen ernannt, der er bis zu seinem Tod verbunden blieb. Georg Waitz gewann ihn 1875, die neu eingerichtete sechste Sektion der Monumenta Germaniae Historica zu bearbeiten, die sich den Stadtrechten des Mittelalters widmen sollte. Nach vielen Reisen und Archivstudien, Editionsplänen und Vorarbeiten musste Frensdorff 1891 allerdings den Auftrag 1891 an die Zentralkommission zurückgeben, da er sich außerstande sah, den neuen Anforderungen an Herausgeber urkundlicher Texte zu genügen. Das Vorhaben wurde daraufhin von der Zentralkommission eingestellt.
Ab 1881 gehörte Frensdorff der Akademie der Wissenschaften zu Göttingen an. Im Wintersemester 1887/88 war er Rektor der Universität Göttingen. 1886 gab er die sechste verbesserte Auflage des Lehrbuchs Grundriß zu Vorlesungen über das deutsche Privatrecht heraus, eines – bis zum Inkrafttreten des Bürgerlichen Gesetzbuches – von Frensdorff einstigem Lehrer Wilhelm Theodor Kraut begründeten Standardwerks für die juristische Ausbildung. Er wurde 1896 in die Gründungskommission des Deutschen Rechtswörterbuchs (DRW) berufen. Herbert Meyer widmete ihm 1923 – dem nun 90-jährigen – sein Werk über das Mühlhäuser Reichsrechtsbuch mit den Worten: „Dem Meister der philologischen Methode auf dem Felde der deutschen Rechtsgeschichte.“
Der Maler Heinrich Pforr schuf 1912 ein Porträt Frensdorffs, das sich im Juristischen Seminar der Universität Göttingen befindet.

## Forschungsschwerpunkte
Frensdorffs wissenschaftliches Interesse galt in erster Linie dem mittelalterlichen Stadtrecht vornehmlich im niederdeutschen Raum, insbesondere der Verfassung Lübecks und dem Lübischen Recht. Darüber hinaus forschte er über Rechtsverhältnisse im Bereich der Hanse. Als Frucht der Arbeit für die Monumenta Germaniae Historica publizierte er 1882 die Edition der Dortmunder Statuten und Urteile, die als mustergültiges Werk und eine der besten Editionen ihrer Zeit auf diesem Gebiet angesehen wurde. In mehreren Aufsätzen widmete er sich bis 1905 weiteren Stadtrechten, insbesondere Braunschweigs. Ab den 1880er Jahren traten als neuer Forschungskomplex die Rechtsbücher ins Blickfeld Frensdorffs. Ihnen widmete er sich in einer Reihe von Beiträgen zur Geschichte und Erklärung deutscher Rechtsbücher. Die letzten drei Beiträge dieser „Reihe“ erschienen 1924–1926 und behandelten die Rechtsbücher und die Königswahl. Sein Werk über die lübischen Statuten fertigzustellen, war ihm nach dem Tod seiner Frau 1928 nicht mehr möglich.
Zwischen 1875 und 1900 verfasste er für die Allgemeine Deutsche Biographie 82 Lebensläufe zumeist über Juristen und Historiker, die eine Beziehung zu Göttingen hatten. 1914 erschien von ihm eine bedeutende Biographie über den Juristen und Politiker Gottlieb Planck, in der er die zu Plancks Studienzeiten und noch später in Göttingen bestehende Progressbewegung darstellte, einschließlich des maßgeblichen Anteils, den seine eigene Burschenschaft Hannovera daran hatte.

## Ehrungen
- 1888 wurde ihm der Titel Geheimer Justizrat verliehen.
- 1893 erhielt er den Dr. phil. h. c. durch die Philosophische Fakultät der Universität Erlangen.
- 1913 wurde die Festschrift der Göttinger Juristenfakultät – Ferdinand Frensdorff zum 80. Geburtstag am 17. Juni 1913 herausgegeben.
- 1917 ehrte Lübeck ihn mit der Gedenkmünze Bene Merenti.
- 1923 erfolgte die Verleihung des Dr. rer. pol. h. c. durch die Rechts- und Staatswissenschaftliche Fakultät der Universität Göttingen
- 1953 wurde die Frensdorffstraße in Dortmund nach ihm benannt.

## Veröffentlichungen
- Die Stadt- und Gerichtsverfassung Lübecks im 12. und 13. Jahrhundert. Lübeck 1861.
- Das lübische Recht nach seinen ältesten Formen. S. Hirzel, Leipzig 1872.
- Die Chroniken der Stadt Augsburg (= Chroniken der deutschen Städte. Bände 4 und 5). Zwei Bände. Leipzig 1865–1866.
- Ein Urteilsbuch des geistlichen Gerichts zu Augsburg aus dem 14. Jahrhundert. In: Zeitschrift für Kirchenrecht. Band 10, 1871, S. 1–37.
- Dortmunder Statuten und Urteile. In: Hansische Geschichtsquellen. 3. Buchhandlung des Waisenhauses, Halle 1882.
- Karl Bertram Stüve. In: Preußische Jahrbücher. Band 30–32, 1872–73 (Teil 1: Band 30, S. 295–316; Teil 2: Band 31, S. 589–643; Teil 3: Band 32, S. 176–211).
- Zur Erinnerung an Dr. Heinrich Thöl. Mohr, Freiburg i. B. 1885.
- Halle und Göttingen: Rede zur Feier des Geburtstages Seiner Majestät des Kaisers und Königs am 27. Januar 1894 im Namen der Georg-Augusts-Universität gehalten von F. Frensdorff. Dieterich, Göttingen 1894.
- Vom alten Reiche zum neuen. Rede zur Feier des 25jährigen Bestehens des deutschen Reiches am 18. Jan. 1896 im Namen der Georg-Augusts-Universität gehalten. Dieterich, Göttingen 1896.
- Über das Leben und die Schriften des Nationalökonomen J. H. G. von Justi. Göttingen 1903 (Neudruck Auvermann, Glashütten (im Taunus) 1970).
- Verlöbnis und Eheschließung nach hansischen Rechts- und Geschichtsquellen. In: Hansische Geschichtsblätter. Jahrgang 23, 1917, S. 291–350; Jahrgang 24, 1918, S. 1–126.
- Dortmunder Statuten und Urtheile (= Hansische Geschichtsquellen Band 3). Verlag der Buchh. des Waisenhauses, Halle 1882 (Nachdruck Olms, Hildesheim; Zürich; New York 2005, ISBN 3-487-12083-6).
- Das Zunftrecht insbesondere Norddeutschlands und die Handwerkerehre. In: Hansische Geschichtsblätter. Jahrgang 34, 1907, S. 1–89.
- Karl Hegel. In: Nachrichten von der Königl[ichen] Gesellschaft der Wissenschaften zu Göttingen. Geschäftliche Mitteilungen. 1902. Heft 1. Göttingen 1902, S. 52–72.
- Karl Hegel und die Geschichte des deutschen Städtewesens. Vortrag auf dem Hansetage zu Emden am 20. Mai 1902 gehalten von F[erdinand] Frensdorff. In: Hansische Geschichtsblätter. Jahrgang 29, 1901 [1902], S. 141–160.